# Michael Lüders

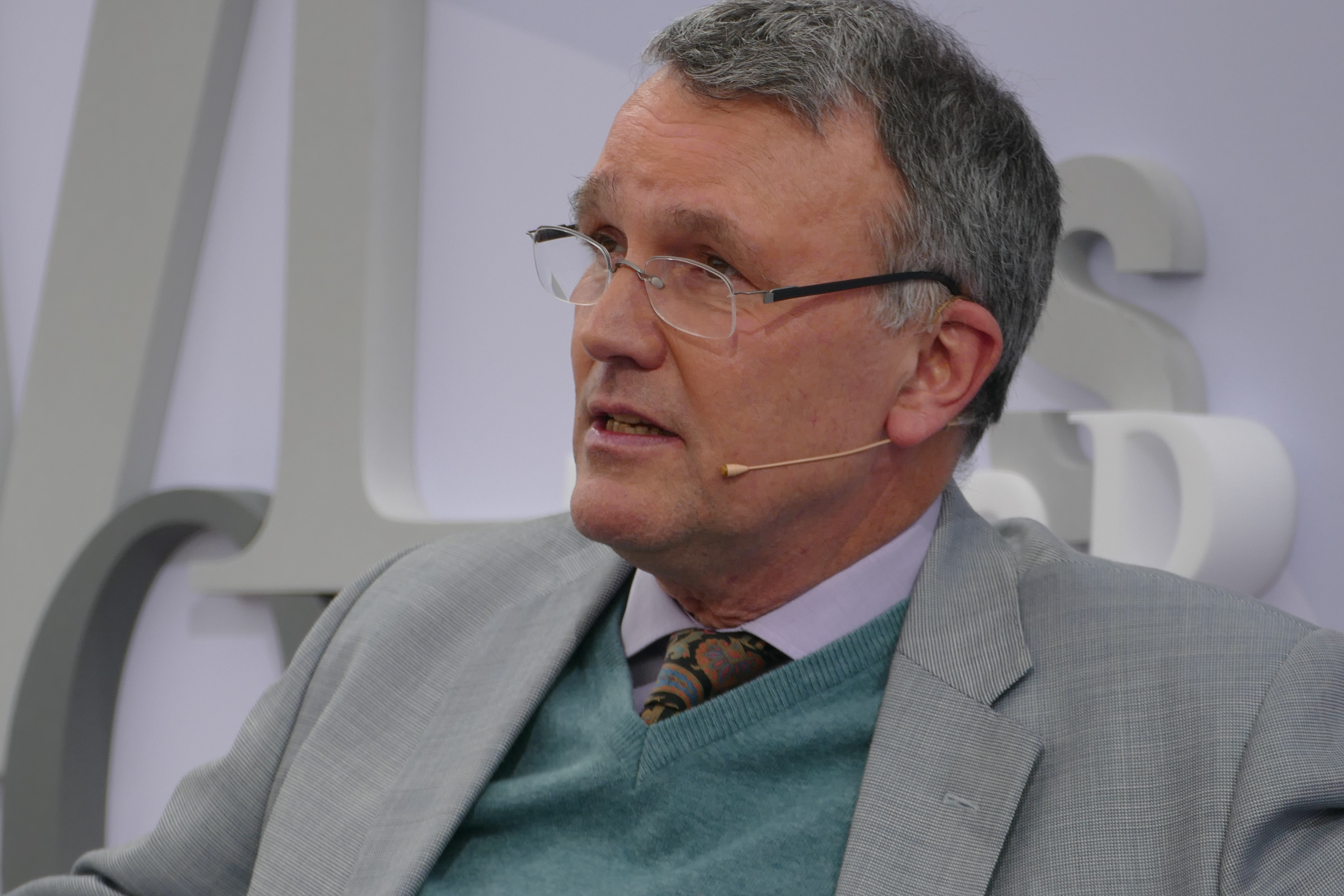
Michael Lüders (2017)

Michael Andreas Lüders (* 8. Mai 1959 in Bremen) ist ein deutscher Politik- und Islamwissenschaftler, der als Publizist sowie Politik- und Wirtschaftsberater tätig ist. Von 2015 bis 2022 war Lüders Präsident der Deutsch-Arabischen Gesellschaft. Außerdem war er Beiratsmitglied des Nah- und Mittelost-Vereins (NuMOV) und stellvertretender Vorsitzender der Deutschen Orient-Stiftung. Er gehört seit Januar 2024 dem erweiterten Parteivorstand des Bündnisses Sahra Wagenknecht (BSW) an und war der Spitzenkandidat des BSW Sachsen-Anhalt zur Bundestagswahl 2025.

## Leben
Michael Lüders studierte zwei Semester arabische Literatur an der Universität Damaskus sowie Publizistik, Islam- und Politikwissenschaft an der Freien Universität Berlin. Er wurde 1988 mit einer Arbeit über das ägyptische Kino zum Dr. phil. promoviert.
Anschließend arbeitete Lüders zunächst als Dokumentarfilmer und Hörspielautor für den SWR und WDR und war von 1993 bis 2002 Nahost-Redakteur bei der ZEIT. Von 2002 bis 2003 war er als Berater für die SPD-nahe Friedrich-Ebert-Stiftung (FES) tätig.
Seit Januar 2004 ist Lüders als Mitinhaber der Middle East Consulting Group in Berlin freiberuflicher Politik- und Wirtschaftsberater sowie Publizist und Autor. Auf seiner Website hält er Vorträge über „das Spannungsverhältnis zwischen dem Westen und der arabisch-islamischen Welt“ und „Investitionsmöglichkeiten in der arabischen Welt“ und veröffentlicht „Expertisen zur Ursachenforschung islamistischer Gewalt“. Er berät unter anderem das Auswärtige Amt (AA) und erstellt Fachgutachten für die Deutsche Gesellschaft für Internationale Zusammenarbeit (GIZ) und das Bundesministerium für wirtschaftliche Zusammenarbeit und Entwicklung (BMZ). Zudem unterrichtete er 2008/09 im Lehrauftrag am Centrum für Nah- und Mittelost-Studien der Philipps-Universität Marburg und war 2015/16 Gastdozent am Middle East Center der Sakarya Üniversitesi in der Türkei. 2017 hielt er drei Einzelvorlesungen im Rahmen einer Gastprofessur an der Universität Trier. Dagegen protestierten u. a. der örtliche AStA und die Trierer Deutsch-Israelische Gesellschaft. Lüders lebt in Berlin.

## Parteipolitisches Engagement
Seit Januar 2024 ist Lüders Mitglied der Partei Bündnis Sahra Wagenknecht (BSW). Beim ersten Parteitag des BSW wurde er mit 97,6 % in den erweiterten Parteivorstand gewählt. Zudem wurde er von den stimmberechtigten Mitgliedern auf Platz 9 der BSW-Liste für die Europawahl 2024 gesetzt. Lüders gehört im BSW dem Landesverband Sachsen-Anhalt an, für den er als Spitzenkandidat für die Bundestagswahl 2025 kandidierte. Das BSW erzielte in Sachsen-Anhalt mit 11,2 % das beste Ergebnis bundesweit.

## Positionen
Lüders lastet die Verschärfung der Konflikte im Nahen Osten den USA an: „… eine Politik der militärischen Intervention, wie sie die USA seit 2001, seit den Terroranschlägen des 11. September vollzogen haben, sei es in Afghanistan, im Irak, in Syrien, in Libyen und im Jemen, [hat] in allen genannten Ländern lediglich Staatsverfall gebracht …, zu Anarchie und Chaos geführt … Und das Erstarken von terroristischen Bewegungen wie dem Islamischen Staat ist ursächlich auf diese Interventionspolitik zurückzuführen.“
Zur Lösung des Syrienkrieges und Reduzierung der Zahl der Flüchtlinge plädierte Lüders für eine Kooperation mit Baschar al-Assad sowie Russland und Iran. Der Berliner Zeitung sagte er: „Es gibt doch bereits eine Schutzzone für Flüchtlinge in Syrien. In dem Küstenstreifen am Mittelmeer, den Assads Armee noch kontrolliert, befinden sich vier Millionen Menschen, die vor dem IS geflohen sind.“
Im Interview zu seinem Buch Wer den Wind sät… führte Lüders seine These aus, wonach „westliche Politik“ nur „vermeintlich“ für Demokratie und Gerechtigkeit steht.
Lüders hielt einen kurdischen Hintergrund des Terroranschlags in Istanbul am 12. Januar 2016 für nicht ausgeschlossen. Türkische Regierungsstellen gingen von einer Urheberschaft des IS aus.
Zum Luftangriff auf den Militärflugplatz asch-Schaʿirat, den die US-Regierung 2017 als Reaktion auf den Giftgasangriff ausführte, sagte Lüders, die USA öffneten damit die Büchse der Pandora. In Syrien bestehe die Gefahr einer baldigen ernsthaften Konfrontation zwischen den beiden Nuklearmächten USA und Russland. Als Lüders kurz darauf in der Talkshow von Anne Will diese These vortrug, widersprach ihm der Historiker Michael Wolffsohn und führte an, dass die russische Seite von den USA vorgewarnt gewesen sei, jedoch die US-Marschflugkörper nicht abgeschossen habe, obwohl sie dies hätte tun können.
Im Zusammenhang mit dem Krieg in Afghanistan kritisierte er eine fehlende Bereitschaft in der westlichen Politik, sich bezüglich der Rolle des Westens in Afghanistan einer kritischen Selbstbefragung zu unterziehen; der russische Überfall auf die Ukraine habe stattdessen die Aufmerksamkeit in eine andere Richtung gelenkt. Die US-Regierung habe „hinter den Kulissen dafür Sorge getragen, dass alle anhängigen Verfahren gegen die USA wegen mutmaßlicher Kriegsverbrechen in Afghanistan vor dem Internationalen Strafgerichtshof in Den Haag eingestellt worden sind“.

## Publikationen und Rezeption

### Wir hungern nach dem Tode (2001)
Alexandra Senfft bezeichnet Lüders zweites Sachbuch in der Süddeutschen Zeitung als Mischung aus „Analyse, Basisinformation und Erlebnisbericht“. Der Autor werfe Samuel P. Huntington mit seiner These vom Kampf der Kulturen vor, den Taliban innerlich nahezustehen. Er skizziere die westliche Sicht des Nahostkonflikts als „hier das friedliebende Israel, dort der palästinensische Terror“ und weise darauf hin, dass diese von einem Drittel der Weltbevölkerung nicht geteilt werde. Lüders mache aus seiner Kritik an der Nahostpolitik der USA und Europas kein Hehl, so dass sie sich frage, ob sich Die Zeit deshalb von ihm als Nahost-Redakteur getrennt habe.

### Tee im Garten Timurs (2003)
Senfft, diesmal für die Frankfurter Rundschau, bezeichnete Lüders’ nächstes Buch als „politischen Reiseführer“, der zwar den Vorteil rascher Orientierung biete, aber den Nachteil habe, dass die einzelnen Kapitel eines solchen Buches, je nach entsprechender Spezialisierung des Autors, zwangsläufig jeweils stärker oder schwächer ausfielen. Zentralasien scheine Lüders sprachlich und kulturell ein wenig fremd zu sein. Er stelle die Verzahnung zwischen den Verhältnissen in der Region mit den geostrategischen Interessen der USA dar und stelle die These auf, dass ohne eine Lösung des Nahostkonfliktes auch die übrige Region nicht zu befrieden sei. Bedauerlich fand sie, dass Lüders dabei nicht auf eigene Quellen, sondern auf Informationen aus zweiter Hand zurückgreife. Umso packender fand die Rezensentin die Analysen der komplizierten Gesellschaftsstrukturen im Irak und Afghanistan.
Lutz C. Kleveman bescheinigte in der Zeit Lüders’ „politische[m] Parforce-Ritt“ durch den Nahen und Mittleren Osten bezüglich des Teils über die postsowjetischen Republiken Zentralasiens einen „kühlen, unaufgeregten Stil“, bemängelt aber das Fehlen „anschaulichere[r] Beschreibungen und Erlebnisberichte, die analytische Inhalte gerade aus so unbekannten Ländern viel eindrücklicher vermitteln“. Stärker sei der Teil über den Irak und Afghanistan, der „auf profunder Kenntnis der Region“ basiere.

### Im Herzen Arabiens (2004)
Für Hartmut Wagner (Eurasisches Magazin) bemühte sich Lüders in seinem „angenehm lesbare[n] Buch“, die Rolle der USA im Nahen Osten nicht zu dämonisieren. Lüders gewährt dem Leser einen farbigen Einblick in das arabische Alltagsleben jenseits der großen Weltpolitik. Sympathie gewinne das sehr persönliche Buch „besonders durch die Ehrlichkeit des Autors“. Lüders sehe seine langjährige Beschäftigung mit der fremden Welt Arabiens, die schon als Kind mit den Abenteuern des Kara Ben Nemsi aus den Orient-Romanen Karl Mays begonnen habe, als einen Prozess der Selbsterforschung, der immer auch von tiefen Selbstzweifeln begleitet werde. Als „streitbarer Analytiker“ vertrete er auch weniger populäre Standpunkte: Lüders sehe die Ursachen des Islamismus u. a. in der „vorbehaltslosen Unterstützung des Westens für Israel“ und mache dessen „völkerrechtswidrige, auf Vorherrschaft ausgerichtete Politik“ für das Erstarken der Terrororganisationen Hamas oder Hisbollah verantwortlich.
Edith Kresta wies hingegen in der taz darauf hin, dass für Lüders auch ohne Israel „die Misere der arabischen Welt, ihre Stagnation und fehlende Kreativität, ihre Repression und Gewalttätigkeit dieselbe“ wäre. Lüders’ Buch, so die Rezensentin, sei eine „kenntnisreiche Beschreibung einer politisch und sozial desolaten Welt“, die von „der eigenen Unfähigkeit“ durch Schuldzuschreibungen an Israel ablenke. Lediglich Lüders’ Pauschalurteil „Wir sind reich an materiellen Werten, doch arm an Menschlichkeit. Im Orient ist es genau umgedreht“ passe nicht zur ansonsten differenzierten Darstellung.

### Aminas Restaurant (2006)
Der dritte Roman Lüders’ thematisiert die Geschichte einer aus Marokko nach Bremen eingewanderten Familie, die in der Hansestadt ein Restaurant eröffnet. Lüders verarbeitete darin seine neu gewonnenen Erfahrungen aus dem Orient, indem er sie auf seine Bremer Heimat übertrug und beide miteinander verknüpfte. Der Roman wurde von nationalen und internationalen Rezensenten überwiegend positiv besprochen.

### Tage des Zorns (2011)
Lüders’ Werk über die „Arabellion“ wurde in die Shortlist für „Das beste Wissenschaftsbuch 2011“ in Österreich aufgenommen. In der Neuen Zürcher Zeitung bescheinigte Beat Staufer dem Autor, er schaffe es ausgezeichnet, auf jeweils wenigen Seiten alles Notwendige zum Verständnis der politischen und sozialen Verhältnisse darzulegen, die vor Ausbruch der Aufstände in den einzelnen Ländern geherrscht hatten. Er sei zu kritisch gegenüber Islamkritikern und sehe in Tunesien und Ägypten das größte Demokratiepotential mit Ausstrahlungswirkung. Pessimistisch sei er gegenüber Libyen und dem Irak.

### Iran: Der falsche Krieg (2012)
Das Werk stand auf der Bestenliste der SZ/NDR „Sachbücher des Monats Juni 2012“.
Franziska Augstein urteilte in der Süddeutschen Zeitung, Lüders schildere in seinem exzellenten Buch, warum die Haltung verblendet sei, einen präventiven Militärschlag gegen Iran ohne völkerrechtliche Legitimation auszuführen. Er mache plausibel, warum die damalige iranische Regierung, trotz ihrer verantwortungslosen Rhetorik, um Ausgleich bemüht sei. Lüders lege dar, dass der US-Politik an einer Verständigung mit Iran wenig gelegen sei. Das Schreckensszenario eines Regimewechsels mit Waffengewalt und dem nachfolgenden Chaos wie 2003 im Irak unterfüttere Lüders mit einer klugen, sorgfältigen Darstellung.
Wahied Wahdat-Hagh befand hingegen auf dem Portal für Politikwissenschaft, dass Lüders ein mit klaren Feindbildern („israelische Regierung, die Israel-Lobby oder Washingtons Neokonservative“) ausgestatteter „Ahmadinedschad-Versteher“ sei: Dem damaligen iranischen Präsidenten attestiere Lüders, dass dessen Holocaustleugnung nur dazu diene, seiner „einheimischen Klientel“ die eigene Unbeugsamkeit zu vermitteln. Die iranische Regierung bestreite laut Lüders auch nicht das Existenzrecht Israels, obwohl sie seit Jahrzehnten von „Groß-Palästina“ spreche und in verschiedenen Varianten das Ende und die Vernichtung Israels fordere. Lüders verharmlose die Gewalt und den Terror gegen Israel und bezeichne es daher als „ganz logisch“, dass die iranische Regierung Hamas und Hisbollah unterstütze. Lüders sehe die Schuld für den Nahostkonflikt grundsätzlich bei Israel, seine Vorurteile seien tief verankert und er sei nicht bereit, die Ursachen eines potenziellen Krieges zu erkennen.
Die Journalistin Gemma Pörzgen im Deutschlandfunk bemängelte zwar die nur „scheinbare Zwangsläufigkeit der von [Lüders] geschilderten Entwicklung“, lobte aber seine „Expertise“ und sah in dem „unbedingt lesenswerten“ Buch ein „angenehme[s] Bemühen um Sachlichkeit“.
Matthias Küntzel bezeichnete Lüders Irandarstellung als einseitig für die iranische Seite Partei ergreifendes „Märchenbuch“, das einer Quellenprüfung nicht standhalte. Er stütze sich etwa zu Unrecht auf das Guldimann-Memorandum und erfinde Vorgänge, die es nicht gebe. Hinter der US-amerikanischen Politik vermute er in einer bekannten Geistestradition eine israelische Verschwörung. Küntzel wirft Lüders auch vor, dass seine angeblichen wirtschaftlichen Interessen in der Region im Zusammenhang mit seiner Tätigkeit als „Nahost-Wirtschaftslobbyist“ weder von seinem Verlag noch bei seinen regelmäßigen Auftritten im öffentlich-rechtlichen Rundfunk erwähnt würden.
Der Politikwissenschaftler Stephan Grigat rezensierte das Buch in der Jungle World als „perfide“ Verharmlosung des Chomeinismus, das einseitig Fakten verschweige und falsch darstelle, die Standardliteratur im Sinne seiner Darstellung ignoriere und sich stattdessen auf antizionistische Autoren wie Ilan Pappe stütze. Lüders analysiere den Hass auf Israel nicht als eines der zentralen Elemente der khomeinistischen Ideologie, sondern verniedliche ihn zur „instrumentellen Dämonisierung“ und verschweige alle Bemühungen Israels um eine friedliche Lösung. Wahrheitswidrig seien etwa die Behauptungen, das proisraelische American Israel Public Affairs Committee (AIPAC) trete „für ein Großisrael ein“, stehe für die „prinzipielle Ablehnung eines palästinensischen Staates“ oder die Frühzeit Israels sei vom Revisionismus geprägt.
Sylke Tempel fand, die Darstellung sei von „viel Fantasie und wenig seriöse[r] Recherche“ getragen, nicht nur schlampig recherchiert, sondern reine Propaganda. „So funktioniert das Prinzip Lüders. Alles wird so verdreht, dass es in sein Weltbild der bösen israelischen und amerikanischen Kriegshetzer und des armen, rein defensiven Iran passt.“ Tempel bezeichnete es als unverständlich, wie sich Lüders etwa angesichts seiner Literaturauswahl den Ruf eines Experten erwerben konnte.

### Wer den Wind sät (2015)
Im April 2017 stand dieses Werk von Lüders seit über 100 Wochen in der Bestsellerliste von Buchreport.
Christian Patz bemängelte auf dem Portal für Politikwissenschaft im ganzen Buch einen „zynischen Unterton“, der sich zuweilen ins „Abstruse“ steigere: So versteige sich Lüders zu der Aussage, dass der amerikanische Cruise‑Missile‑Angriff auf Al-Qaida-Ausbildungslager als Reaktion auf die Bombenanschläge auf die US‑Botschaften in Kenia und Tansania 1998 zur Ablenkung von der Lewinsky-Affäre erfolgt sei. „Jenseits der ausführlichen Anklage“ westlicher Politik vernachlässige Lüders dabei Ursachendynamik und Eigenverantwortung der Regime in der Region für deren Zustand.
Das ARD-Kulturmagazin ttt – titel, thesen, temperamente lobte das Buch hingegen als kenntnisreich, pointiert und packend geschrieben. Christine Romann weist in ihrer Rezension besonders auf die sich wiederholenden politischen Muster hin, die Lüders in der Vergangenheit aufzudecken sucht. Das Desaster des fanatischen Islam, die islamische Revolution in Iran, der Terror, die brutale Gewalt des IS wären nicht in der Welt ohne die Interventionen des Westens innerhalb der letzten 60 Jahre. Dahinter hätten, so Lüders, immer Geschäftsinteressen, Geo- und Machtpolitik, vor allem der USA gestanden.
In der Islamischen Zeitung urteilte Andreas Abu Bakr Rieger, als „unbestechlicher Chronist“ fasse Lüders die jahrzehntelangen Machenschaften des Westens in der Region klug zusammen, er merkt aber an, dass Lüders, während er die Politik Israels mit guten Gründen scharf kritisiere, ein wenig der Abgrund der selbstmörderischen Strategie der Hamas-Ideologen entgehe.
Armin Pfahl-Traughber bescheinigte beim Humanistischen Pressedienst dem Buch zwar die Nennung „einer Fülle von historischen und politischen Fakten, welche die Ambivalenz und Doppelmoral westlicher Politik in der dortigen Region veranschaulichen“, Lüders stelle wichtige Fragen wie: „Gibt es eine einzige militärische Intervention des Westens, die nicht Chaos, Diktatur, neue Gewalt zur Folge gehabt hätte?“ Pfahl-Traughber bemängelte jedoch „Aufgeregtheit und Einseitigkeit, aber auch Moralismus und Oberflächlichkeit“ der Darstellung. Die Frage, warum die USA bzw. der Westen so handelten, würde Lüders nicht näher erläutern, und das Gut-Böse-Schema der Beurteilung der Akteure finde sich auch bei ihm selbst.

### Never Say Anything (2016)
Der Roman, dessen Titel auf die NSA anspielt (Never Say Anything), handelt von den Erlebnissen einer Journalistin, die in Marokko einen Militärangriff überlebt und bei ihren Recherchen auf die Spuren amerikanischer Elitesoldaten stößt. Durch ihre Nachforschungen gerät sie zunehmend selbst in Gefahr.
Nach Darstellung von Radio Bremen fließen in diesem Roman Fachwissen und Erzählkunst zu einem „brisanten, hochspannenden Polit-Thriller“ zusammen. Annemarie Stoltenberg vom NDR findet, die Fiktion des Romans wirke so real, „dass seinen Lesern der Atem stockt“. Berit Niebel schrieb in der Marler Zeitung: „Dieser Thriller verstört und unsere Wahrnehmung von den ‚Freunden‘ jenseits des Atlantiks bringt er gehörig durcheinander.“

### Die den Sturm ernten (2017)
Lüders Publikation stand 2017 mehrere Wochen lang in der Bestsellerliste des Spiegels, sie erreichte Rang 1 in Ausgabe 14 von 2017 (Paperback Sachbücher) bei Buchreport.
Winfried Dolderer rezensierte das Buch für den Deutschlandfunk: Lüders’ „Debattenbeitrag“ sei interessant und lesenswert, aber auch kontrovers. Der Leser werde der Analyse, die sich unter anderem auf geleakte US-Botschaftsdepeschen und auf Hillary Clintons Memos stützt, in vielem zustimmen, aber „dass es allein der Westen gewesen sein soll, der Syrien ins Chaos gestürzt hat, wie im Untertitel formuliert, bleibt eine Behauptung“. Positiv hervorgehoben wird besonders Lüders’ historische Übersicht, die auf einer breiten Quellengrundlage die Geschichte westlicher Attacken auf die politische Ordnung Syriens darstellt, die bereits im März 1949 mit einem von der CIA organisierten Militärputsch gegen den gewählten Präsidenten Schukri al-Kuwatli begonnen habe.
Für das Kulturjournal des Bayerischen Rundfunks geht es Lüders „nicht darum, die Kriegsführung Assads oder seiner russischen Verbündeten zu verharmlosen“, umgekehrt sei im Westen dessen großer „Anteil an der Internationalisierung und damit auch der Eskalation des Konflikts kein prominentes Thema in der medialen und politischen Beschreibung des Krieges“. Dabei habe sich bereits im Irak „gezeigt, dass ein von außen unterstützter Regimewechsel zum Staatszerfall und damit zum Erstarken des radikalen Dschihadismus“ geführt hat. Die verfehlte Interventionspolitik im Namen eigener geostrategischer Interessen kann die Geister, die sie gerufen hat, längst nicht mehr bändigen. Die Hintergründe dieses verhängnisvollen Zusammenhangs klärt Michael Lüders in seinem Buch auf.
Das Team des Tagesschau-Anti-Fake-News-Portals „faktenfinder“ unter Leitung von Patrick Gensing untersuchte die von Lüders im Buch propagierten These, dass, anders als vom Westen behauptet, die Türkei 2013 Giftgas an radikalislamische Rebellen in Syrien geliefert habe und diese für die Giftgasangriffe von Ghuta verantwortlich seien. Lüders beruft sich mit seinem False-Flag-Vorwurf auf Artikel des Journalisten Seymour Hersh. Hershs Thesen wurden jedoch stark angezweifelt. So hatte bereits 2014 Eliot Higgins im Guardian Hersh explizit unter Hinweis auf die eingesetzten Munitionstypen widersprochen und eine Beteiligung der Türkei ausgeschlossen. Das „faktenfinder“-Team kam zu dem Fazit, dass die von Lüders erhobenen schweren Vorwürfe auf sehr dünner bzw. widersprüchlicher Quellenlage basieren und der Leitfrage „Cui bono?“ folgten. Indizien, die nicht zu Lüders’ Version passen (hier z. B. auch Berichte von Human Rights Watch und dem UN-Menschenrechtsrat, die auf eine Verantwortung syrischer Regierungstruppen für die Gasangriffe hindeuteten), blieben zumeist unerwähnt. Lüders ernte zwar für seine Behauptungen viel Beifall, besonders substantiell wirken sie bei genauerer Prüfung aber nicht. Weiter versteife sich Lüders nach Daniel Steinvorths Einschätzung in der NZZ vom September 2019 völlig auf die USA als Verursacherin und ignoriere dabei die damals zögerliche Außenpolitik des US-Präsidenten Barack Obama.

### Armageddon im Orient (2018)
In seinem Werk Armageddon im Orient warnt Lüders vor den unkalkulierbaren Folgen eines Krieges zwischen Saudi-Arabien und Iran und vor der in seinen Augen gängigen Schwarz-Weiß-Optik hinsichtlich Irans als Schurkenstaat. „Gerade in Zeiten von Fake News“ sei es notwendig, die „Feindbild-Prosa“ zu widerlegen. Sein Ziel sieht er darin, die eigentlichen Faktoren der Politik deutlich zu machen: Machterhaltung und Durchsetzung von Interessen.
Lüders Buch ist eine detaillierte Analyse des Gegensatzes zwischen diesen beiden Staaten. In einem historischen Abriss geht er auf die unterschiedlichen Entwicklungen der beiden Länder ein. Er zeigt, wie auf der arabischen Halbinsel einerseits sich im 18. Jahrhundert der radikal-sunnitische Wahhabismus von einer „politisch-religiösen Sekte“ zu Saudi-Arabiens Staatsreligion entwickelte, die andere islamische Strömungen, vor allem aber das Schiitentum der Iraner, fortan dämonisierte. Die Erdöl-Exploration veränderte Saudi-Arabien nachhaltig. Unter anderem ging das Königshaus vielfältige Verflechtung mit den USA ein. Bekannt sind die Beziehungen zwischen den „Häusern Bush und Saud, das Zusammenspiel von amerikanischem und saudischem Kapital: ein einzigartiges Konglomerat aus Politik und Big Business“.
Andererseits erinnert Lüders daran, dass die Westmächte 1941 den persischen Schah Mohammed Reza Pahlevi in Iran installierten und es die USA waren, die 1957 den Grundstein für das iranische Atomprogramm gelegt haben, im Rahmen des unter US-Präsident Eisenhower initiierten Programms „Atoms for Peace“. Da das autoritär-diktatorische Regime des Schah von Persien aber beim iranischen Volk unbeliebt war, wurde „die Religion, der Islam zum Sammelbecken der Unzufriedenen“. 1979 stürzte die islamische Revolution, angeführt von Ruhollah Chomeini, den letzten iranischen Schah. Lüders sieht im schiitischen Iran „die einzige verbliebene Regionalmacht im Nahen und Mittleren Osten, die sich offen gegen westliche und israelische Hegemonieansprüche stellt“.
Den Gegensatz zwischen Iran und Saudi-Arabien hält Lüders für „nicht allein rational zu begründen“. Er stellt fest, dass die beiden Länder auf unterschiedlichen Zivilisationsstufen einzuordnen sind. „Vor allem aber haben die Saudis, die Golfaraber insgesamt, bis vor zwei Generationen quasi im Mittelalter gelebt. Entsprechend gering ist ihr Selbstwertgefühl gegenüber dem geschichtsreichen Iran […]. Provokant gesagt: Die Iraner spielen Schach, die Saudis Monopoly.“
In seiner Rezension in der Süddeutschen Zeitung gesteht René Wildangel Lüders zu, die Brisanz des Konflikts und die machtpolitischen Faktoren richtig einzuschätzen. Er wirft dem Autor jedoch vor, derselben Schwarz-Weiß-Malerei zu verfallen, die er ständig kritisiere. Bei der Darstellung des Krieges in Syrien folge er letztlich dem „syrisch-russischen Narrativ“. Lüders gelinge es nicht wirklich, Alternativen zu den von ihm kritisierten Berichten der Mainstream-Medien zu liefern, da sich seine Arbeit nur auf Zeitungsartikel, nicht auf eigene Recherche stütze. Auch zum iranisch-saudischen Konflikt liefere Lüders viel Richtiges und Erhellendes, aber wenig Neues. Es fehlten der militärische und strategische Aspekt und die Herausarbeitung konkreter Alternativen der Politik.

## Soziale Medien und Fernsehauftritte
In der ZDF-Talkshow Markus Lanz vom 5. April 2017, einen Tag nach dem Giftgasangriff von Chan Schaichun, behauptete Lüders unter Berufung auf Can Dündar, dass die Türkei 2013 Giftgas an die syrischen Rebellen geliefert habe. Nach Darstellung der FAS hat Dündar kurz darauf der Darstellung von Lüders widersprochen; Dündar habe sie insgesamt als „totalen Unsinn“ bezeichnet und erklärt, dass die Cumhuriyet, deren Chefredakteur er damals gewesen war, lediglich über türkische Waffenlieferungen an die Rebellen berichtet habe. Später korrigierte Dündar seine Aussage und behauptete, dass entsprechende Berichte sehr wohl von der Cumhuriyet veröffentlicht wurden, allerdings nicht aus seiner Feder stammten. Der Westen machte hingegen die syrische Regierung für den Angriff von 2017 verantwortlich, während Russland und Erstere behaupteten, dass ein Giftgasdepot der syrischen Opposition getroffen worden sei. Im September 2017 kam eine Sonderkommission der Vereinten Nationen zu dem Schluss, dass die syrische Regierung für den Angriff verantwortlich sei. Lüders stellte seinen Standpunkt am 21. April 2017 ausführlich dar, diese Darstellung wurde von Stefan Winterbauer am 24. April 2017 damit kommentiert, dass „einiges über Lüders und seine Positionen klar falsch bis verzerrend dargestellt wurde. Wie so oft steckt dahinter wohl keine konzertierte Kampagne, sondern eine ungute Mixtur aus Missverständnissen und Herdentrieb. Die Ergebnisse solch kollektiver Schlamperei sind von außen betrachtet denen einer Kampagne dann nicht unähnlich.“
Brigitte Baetz erklärte im Deutschlandradio anlässlich eines Lüders-Auftrittes bei Anne Will am 10. April 2017, dass er in den Sozialen Medien insbesondere von denen gefeiert werde, die die so genannten „Systemmedien“ ablehnen und glauben, dass der Westen sich gegen Putin und Assad verschworen habe. Unter anderen von Nahost-Experten werde Lüders hingegen kritisch betrachtet. Baetz bezog sich dabei auf Sylke Tempel, Chefredakteurin der Zeitschrift Internationale Politik, die Lüders bereits 2012 vorgeworfen hatte, das Weltbild von den „bösen israelischen und amerikanischen Kriegshetzern“ zu pflegen, und Thorsten Gerald Schneiders, Redakteur beim Deutschlandfunk und Islamwissenschaftler, der Lüders mit dem „UFO-Experten Erich von Däniken“ verglich. Anne Will hatte in ihrer Talkshow gesagt, man habe Lüders dort „bewusst nicht als einen neutralen Nahost-Experten vorgestellt, sondern als Autor und als Politik- und Wirtschaftsberater“ und einen „Geschäftsmann, der sein Wissen an Firmen verkauft, die im Nahen und Mittleren Osten ihre Geschäfte machen wollen“. Ihre Frage an ihn, ob seine „wirtschaftlichen Interessen da eine Rolle [spielten], wenn [er behaupte], dass es der Westen sei, der Syrien ins Chaos gestürzt“ habe, blieb unbeantwortet. Er erwiderte, er würde „ganz gerne auf der sachlichen Ebene analysieren“ wollen. Baetz bemängelte an Wills Einführung, dass sie anderen Gästen der Talkrunde ihre entgeltlichen Beraterfunktionen nicht ebenfalls vorgehalten habe. Lüders äußerte später, er fühle sich absichtlich diskreditiert und bezweifle, dass Will überhaupt einen sachlichen Dialog habe führen wollen.

## Auszeichnungen
- 2004: Muhammad-Nafi-Tschelebi-Preis

## Publikationen
Neben Sachbüchern verfasste Lüders Hörspiele und produzierte Dokumentarfilme über Afghanistan und Ägypten. Seine Romane und Erzählungen spielen im Nahen oder Mittleren Osten.

### Sachbücher / Sachromane und -erzählungen
- Das Lächeln des Propheten. Eine arabische Reise. EVA, Hamburg 1996, ISBN 978-3-442-31776-9.
- Wir hungern nach dem Tod. Woher kommt die Gewalt im Dschihad-Islam? Arche, Zürich 2001, ISBN 3-7160-2300-0.
- Tee im Garten Timurs. Die Krisengebiete nach dem Irak-Krieg. Arche, Zürich 2003, ISBN 3-7160-2321-3.
- Im Herzen Arabiens. Stolz und Leidenschaft – Begegnung mit einer zerrissenen Kultur. Herder, Freiburg im Breisgau 2006, ISBN 3-451-28347-6.
- Allahs langer Schatten. Warum wir keine Angst vor dem Islam haben müssen. Herder, Freiburg im Breisgau 2007, ISBN 3-451-29664-0.
- Tage des Zorns. Die arabische Revolution verändert die Welt. C. H. Beck, München 2011, ISBN 978-3-406-62290-8 (Rezension in Sehepunkte).
- Iran. Der falsche Krieg. Wie der Westen seine Zukunft verspielt. C. H. Beck, München 2012, ISBN 978-3-406-64026-1.
- Wer den Wind sät. Was westliche Politik im Orient anrichtet. C. H. Beck, München 2015, ISBN 978-3-406-67749-6.
- Die den Sturm ernten: Wie der Westen Syrien ins Chaos stürzte. C. H. Beck, München 2017, ISBN 978-3-406-70780-3.
- Armageddon im Orient. Wie die Saudi-Connection den Iran ins Visier nimmt. C. H. Beck, München 2018, ISBN 978-3-406-72791-7.
- Die scheinheilige Supermacht. Warum wir aus dem Schatten der USA heraustreten müssen. C.H. Beck, München 2021, ISBN 978-3-406-76839-2.
- Hybris am Hindukusch. Wie der Westen in Afghanistan scheiterte. C.H.Beck, München 2022, ISBN 978-3-406-78490-3.
- Moral über alles? Warum sich Werte und nationale Interessen selten vertragen. Goldmann, München 2023, ISBN 978-3-442-31731-8.
- Krieg ohne Ende?: Warum wir für Frieden im Nahen Osten unsere Haltung zu Israel ändern müssen. Goldmann, München 2024, ISBN 978-3-442-31776-9.

### Romane
- Aminas Restaurant. Ein modernes Märchen. Arche, Zürich 2006, ISBN 3-7160-2351-5.
- Blöder Hund. Knaur, München 2010, ISBN 978-3-426-50657-8 (humoristischer Roman).

### Sophie-Schelling-Reihe
Protagonistin dieser Thriller-Reihe ist die deutsche Journalistin Sophie Schelling und die norwegische Geheimdiensteinheit E 39.
- Never Say Anything. C. H. Beck, München, 2016, ISBN 978-3-406-68892-8.
- Die Spur der Schakale. C.H. Beck, München 2020, ISBN 978-3-406-74857-8.
- Strahlendes Eis. C.H. Beck, München 2024, ISBN 978-3-406-81385-6.

## Rundfunkberichte
- Wer den Wind sät – Was westliche Politik im Orient anrichtet, SWR Tele-Akademie vom 12. April 2015 (YouTube)
- Terror in Nizza – schon wieder Frankreich, Deutsche Welle vom 17. Juli 2016 (YouTube)